# 鄔治元
鄔治元，贵州遵义人，中国近代政治人物。
民国21年（1932年），擔任中华民国遵义府婺川縣縣長。后由婁聘三接任。